# فرودگاه دریاچه خرس کوچک
فرودگاه دریاچه خرس کوچک (به انگلیسی: Little Bear Lake Airport) یک فرودگاه همگانی است که یک باند فرود ماسه دارد و طول باند آن ۶۷۱ متر است. این فرودگاه در کشور کانادا قرار دارد و در ارتفاع ۶۴۰ متری از سطح دریا واقع شده است.